# Rio de Contas
Rio de Contas est une municipalité de l'État de Bahia au Brésil.
Sa population était estimée à 12 979 habitants en 2010 et elle s'étend sur 1 052,302 km2.
Elle appartient à la microrégion de Seabra dans la mésorégion du Centre-Sud de Bahia.